# Área metropolitana de Fairbanks
El área metropolitana de Fairbanks o Área Estadística Metropolitana de Fairbanks, AK MSA como la denomina oficialmente la Oficina de Administración y Presupuesto, es un Área Estadística Metropolitana que abarca el borough de Fairbanks North Star, en el estado estadounidense de Alaska. El área metropolitana tiene una población de 97.581 habitantes según el Censo de 2010, convirtiéndola en la 346.º área metropolitana más poblada de los Estados Unidos.

## Principales comunidades del área metropolitana
Ciudad principal 
- Fairbanks